# Gaume Jazz Festival
Le Gaume Jazz festival est un festival de jazz organisé annuellement à la mi-août à Rossignol, en Belgique.

## Historique
Le festival a été créé en 1985 par Jean-Pierre Bissot, ancien directeur des Jeunesses musicales du Luxembourg belge.

## Programmation
Cette manifestation a la particularité d'être précédée par des stages pédagogiques, dont les participants sont invités à se produire ensuite durant le festival. Le festival lui-même comporte plus de 20 concerts sur les trois jours ; traditionnellement le vendredi est consacré au jazz international, le samedi le jour du jazz européen et le dimanche est entièrement belge. Il est précédé et suivi par une série de représentations musicales Off.